# تشوسوفوي
تشوسوفوي (بالروسية: Чусовой) هي إحدى مدن روسيا في الكيان الفدرالي الروسي بيرم كراي.

## أعلام
- تاتيانا إيفانوفا
- سيرجي فولكوف
- أندري فولكوف